# ماجرای عجیب سگی در شب
ماجرای عجیب سگی در شب (به انگلیسی: The curious incident of the dog in the night time) رمانی نوشته مارک هادون است. نام داستان برگرفته از یکی از داستان‌های شرلوک هلمز نوشته آرتور کانن دویل است. این کتاب برنده جایزه ادبی کاستا بوک برای بهترین رمان و جایزه بهترین کتاب کودک گاردین شده‌است. این کتاب در دو ویرایش بزرگسالان و کودکان به صورت هم‌زمان منتشر شد. این کتاب را «شیلا ساسانی نیا» به فارسی ترجمه کرده و نشر افق آن را منتشر کرده‌است.

## داستان
وقایع این داستان در انگلستان می‌گذرد و در واقع هسته اصلی داستان شرح سفر پرماجرای قهرمان داستان از سوئیندون به لندن است.
داستان از زبان کریستوفر بون که پسری مبتلا به اوتیسم است، بیان می‌شود و از همین رو لحن ویژه و منحصربه‌فردی دارد. او به علت این بیماری خاص از درک مسائل عادی زندگی عاجز است، اما هوش فوق‌العاده‌ای دارد و دنیا را دیگرگونه می‌بیند. ماجرا با کشته شدن سگی در همسایگی آن‌ها آغاز می‌شود و کریستوفر سعی می‌کند قاتل سگ را با ابتکارات منحصربه فرد خویش بیابد.